# Henry Houry
Henry Houry est un acteur, réalisateur et scénariste français, né Henry Émile Houry le 2 juillet 1874 à Paris 12e, et mort le 13 mars 1972 à Nice (Alpes-Maritimes).

## Filmographie
Il a réalisé quelques films aux États-Unis durant la période muette.

### Comme acteur
- 1909 : Histoire d'un billet de banque réalisation anonyme (345 m)
- 1909 : Le Mariage d'un gueux réalisation anonyme (195 m)
- 1909 : La Mort du duc d'Enghien en 1804 d'Albert Capellani (310 m)
- 1909 : Le Roman d'une bottine et d'un escarpin de Georges Monca
- 1910 : Un drame villageois de Georges Monca
- 1911 : Rigadin fait de la contrebande de Georges Monca (180 m)
- 1911 : Les Aventures de John Ping de Georges Monca
- 1911 : Les Petits désobéissants (Les Enfants désobéissants) de Georges Monca
- 1912 : La Poupée tyrolienne (ou Le Fabricant d'automates) de Georges Denola (290 m) - Aristide Borthe
- 1912 : Les Mystères de Paris d'Albert Capellani
- 1912 : Barnett Parker de Henry Houry (379 m) - Barnett Parker - également scénariste -
- 1913 : Les deux noblesses de René Leprince (775 m) - Le comte d'Espars
- 1913 : Les Mystères de Paris de Albert Capellani (1,540 m)
- 1913 : Zoé réalisation anonyme (1,038 m)
- 1914 : L'Escalier de la mort dans la série Barnett Parker de Henry Houry (690 m) - Barnett Parker - également scénariste -
- 1914 : Comment et par qui dans la série Barnett Parker de Henry Houry (294 m) - Barnett Parker - également scénariste -
- 1914 : L'Homme au complet gris dans la série Barnett Parker de Henry Houry (531 m) - Barnett Parker - également scénariste -
- 1914 : La Sandale rouge  dans la série Barnett Parker de Henry Houry (845 m) - Barnett Parker - également scénariste -
- 1914 : La Ténébreuse Affaire de green park dans la série Barnett Parker de Henry Houry (610 m) - Barnett Parker - également scénariste -
- 1918 : Hier et aujourd'hui de Dominique Bernard (1,050 m) - Georges Morel
- 1918 : Find the woman de Tom Terriss - Robbins
- 1922 : L'Écuyère de Léonce Perret (1,900 m) - Jack Corbin
- 1923 : Koenigsmark de Léonce Perret (3,000 m) - Le grand duc Rodolphe de Lautenbourg
- 1924 : Âme d'artiste ou Rêve et Réalité de Germaine Dulac (2,250 m) - Lord Stamford
- 1927 : Cousine de France de Gaston Roudès (2,000 m) - Blaise landry
- 1928 : Miss Edith, duchesse de E.B Donatien - Samford
- 1929 : Les Mufles de Robert Péguy (2,500 m) - Durochet
- 1931 : Azaïs de René Hervil - Fogson
- 1931 : Le Roi du cirage de Pierre Colombier - L'impresario
- 1932 : Le Crime du Bouif de André Berthomieu - M. Hexam
- 1933 : Toi que j'adore de Geza Von Bolvary - Le baron du Froicq
- 1933 : Le Fakir du Grand Hôtel de Pierre Billon
- 1934 : La Bataille de Nicolas Farkas
- 1934 : La Maison du mystère de Gaston Roudès - Le commissaire
- 1934 : Nous ne sommes plus des enfants de Augusto Genina
- 1935 : J'aime toutes les femmes de Carl Lamac
- 1936 : Avec le sourire de Maurice Tourneur - L'entraîneur
- 1937 : L'Alibi de Pierre Chenal - L'Américain
- 1938 : Remontons les Champs-Elysées de Sacha Guitry - Un orateur
- 1939 : Ils étaient neuf célibataires de Sacha Guitry - Le patron de la boite de nuit
- 1941 : Le Destin fabuleux de Désirée Clary de Sacha Guitry - Un conseiller
- 1943 : Le ciel est à vous de Jean Grémillon - Un membre du conseil d'administration
- 1943 : La Malibran de Sacha Guitry
- 1945 : Tant que je vivrai de Jacques de Baroncelli
- 1950 : Le Bagnard de Willy Rozier - L'avocat
- 1950 : Dominique de Yvan Noé
- 1951 : Adhémar ou le Jouet de la fatalité de Fernandel - Le second conseiller
- 1952 : La Vérité sur Bébé Donge de Henri Decoin - Le colonel, un joueur de bridge
- 1963 : La Bande à Bobo de Tony Saytor

### Comme réalisateur
- 1908 : Le Père Milon coréalisation avec Firmin Gémier
- 1913 : Les tout-petits (673 m)
- 1918 : Love watches
- 1918 : The clutch of circumstance
- 1918 : Miss ambition
- 1919 : Quand on aime Ciné-roman en 10 épisodes : Un coup de téléphone, La lettre rouge, L'amour qui tue, Riche ou pauvre, La reine des perles, L'amour qui nait, Arme de femme, Amants d'hier, L'amour se venge, L'amour qui meurt
- 1919 : Shocks of doom
- 1919 : The guardian of the accolade
- 1919 : Daring hearts
- 1920 : Tout se paie (1 740 m)]
- 1920 : Le Lys du Mont Saint-Michel coréalisateur avec J. Sheffer
- 1921 : L'Infante à la rose (1 800 m)
- 1921 : La Maison des pendus (1 824 m)

## Théâtre
- 1900 : La Clairière de Lucien Descaves et Maurice Donnay, théâtre Antoine
- 1907 : Sherlock Holmes de Pierre Decourcelle d'après Arthur Conan Doyle et William Gillette, théâtre Antoine
- 1908 : Les Jumeaux de Brighton de Tristan Bernard, théâtre Femina
- 1909 : La Clairière de Lucien Descaves et Maurice Donnay, théâtre Antoine
- 1910 : Arsène Lupin contre Herlock Sholmès de Victor Darlay et Henri de Gorsse d'après Maurice Leblanc, théâtre du Chatelet
- 1910 : L'Amour en grève, opérette en 2 actes et 7 tableaux, avec Jacques Lemaire, musique de Jane Vieu
- 1912 : La Femme seule d'Eugène Brieux, théâtre du Gymnase
- 1924 : La Grande Duchesse et le garçon d'étage d'Alfred Savoir, mise en scène Charlotte Lysès, théâtre de l'Avenue
- 1927 : Ventôse de Jacques Deval, mise en scène René Rocher, Comédie Caumartin
- 1928 : J'ai tué de Léopold Marchand, mise en scène René Rocher, théâtre Antoine
- 1928 : Une tant belle fille de Jacques Deval,   théâtre Antoine